# 로잔 지역 운수
로잔 지역 운수(프랑스어: Transports publics de la région lausannoise, 약칭 TL)는 스위스 로잔과 광역권에서 대중교통을 운영하는 주요 운영자이다. 2012년 현재 TL은 290대 이상의 차량을 사용하여 10개의 무궤도 전차 노선, 25개의 일반 버스 노선 및 2개의 지하철 노선 네트워크를 운영하고 있다. TL은 주말 야간 서비스를 운영하고, 응답 전송을 요구한다.

## 역사
회사의 역사는 지역 철도와 연결되어 있다. 그 기원은 로잔-우시 철도로 거슬러 올라갈 수 있다. 이전 케이블카는 이 철도는 2006년까지 몇 차례 변경되어 운영되었다. 이 노선은 새로운 지하철 노선을 만들기 위해 폐쇄되었다.

### 스위스 최초의 강삭철도
로잔은 1858년에 철도로 도착했지만, 로잔역은 도심이나 우시 항구에 건설되지 않았다. 로잔시 당국은 역을 이 두 지역으로 연결하기 위해 이전했고, 연방의회는 1871년에 로잔과 우시 사이의 철도 노선을 운영할 수 있는 양보를 승인했다.
이 노선은 1874년에 설립된 로잔-우시(LO) 철도 회사에서 스위스 최초의 푸니쿨라 케이블카로 건설되었다. 1877년 3월 15일에 노선이 개통되었고 1879년 12월 5일에 로잔역에서 시내 중심까지 별도의 노선인 로잔역(LG)이 개통되어 두 지역이 역에 연결되었다.

### 로잔 트램웨이

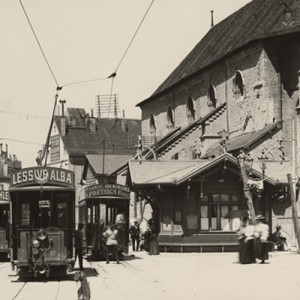
생프랑수아 정류장에서 로잔 트램이 1896년 또는 1897년에 위축되었다.

1894년에 트램 네트워크에 대한 계획이 세워졌고, 현재의 운송 네트워크를 로잔 트램웨이 회사(프랑스어: Société des tramways lausannois)라고 불렀다. 미래 네트워크에 전력을 공급하는 데 사용되는 전기는 1895년에 건설된 쿠발루(Couvaloup) 공장에서 생산되었으며, 이곳은 최초의 트램카가 세워진 곳이기도 하다.
첫 번째 철도는 1896년 3월 1일에 설치되었으며 네트워크는 8월 29일에 개통되었다. 추가 안전 테스트로 인해 12월 25일까지 개통이 연기된 퐁테즈선을 제외하고, 1896년 12월 1일에 정규 운영이 시작되었다.
트램 네트워크가 성장했다. 여러 라인이 생성되고 다른 라인이 확장되었다. 1898년과 1900년 사이에 Prélaz에 새 차를 수용하기 위해 최초의 창고 작업장이 세워졌다. 조라 지역 전철 회사(Compagnie des Chemins de fer électriques régionaux du Jorat)는 1910년에 TL과 합병하여 네트워크 길이를 두 배로 늘리고 메지에르(Mézières)의 전력 발전소와 에팔랑즈(Epalinges)의 창고를 사용할 수 있게 되었다.

### 트램의 점진적인 쇠퇴
1929년에 TL은 첫 번째 버스 서비스를 시작했으며 1931년에는 로잔 기차역과 우시 사이를 운행하는 스위스 최초의 현대식 트롤리버스가 운행되었다. 클로슬렛(Closelet)과 에피네뜨(Epinettes) 사이의 트램 노선이 폐쇄되었는데, 이는 높은 비용과 가파른 경사로 인해 적합하지 않은데, 이는 저속 및 과도한 브레이크 사용을 의미한다. 선구적인 무궤도 전차는 현재 제네바의 무궤도 전차 협회 "레트로버스"에 의해 보존되고 있다.
트램 네트워크는 1933년부터 쇠퇴하기 시작했는데, 그때는 최대 길이가 66km였다. 우시 무궤도 전차 실험의 성공으로 32대의 차량이 추가로 주문되었으며, 이로 인해 1938년에서 1939년 사이에 5개의 전차 노선이 중단되어 무궤도 전차로 대체되었다.

## 버스 인수
조랏 네트워크가 시작된 지 60년 후인 1962년, 대부분의 노선이 폐쇄되고, 버스로 대체되었다. 로잔의 마지막 트램은 1964년에 르낭과 Rosiaz 사이를 운행했지만, 1964년 국립 박람회를 위해 추가 무궤도 전차가 운행 중이다.
버스 노선에 대한 자세한 내용은 로잔의 버스 노선 목록을 참조.

## 지하철
1984년에 로잔 시는 110년 된 로잔-우시 철도 회사(Compagnie du Chemin de Fer du Lausanne-Ouchy)를 인수하여 TL에 관리 권한을 부여했다. 얼마 지나지 않아 1991년 로잔 남서 트램웨이(Tramway du Sud-Ouest lausannois, TSOL)가 개통되었으며, TL은 경전철 서비스를 운영했다. 이것은 나중에 메트로 M1이라는 상표가 붙었다.
2000년대 말에는 로잔-우시 노선의 미래에 대한 계획이 수립되었다. 랙 철도를 완전한 지하철로 교체하려는 아이디어는 2002년에 공개 투표에 올랐다. 2004년 2월 12일 로잔 중심에서 북쪽으로 새로운 노선을 위한 토지 개간 작업이 시작되었다. 6월에 놓았다. 로잔-우시 노선이 2006년에 운행을 중단한 후 새 노선의 일부로 해당 노선을 재건하는 작업이 시작되었다. 로잔 지하철 2호선은 2008년 10월에 개통되었다.

### 네트워크 변경

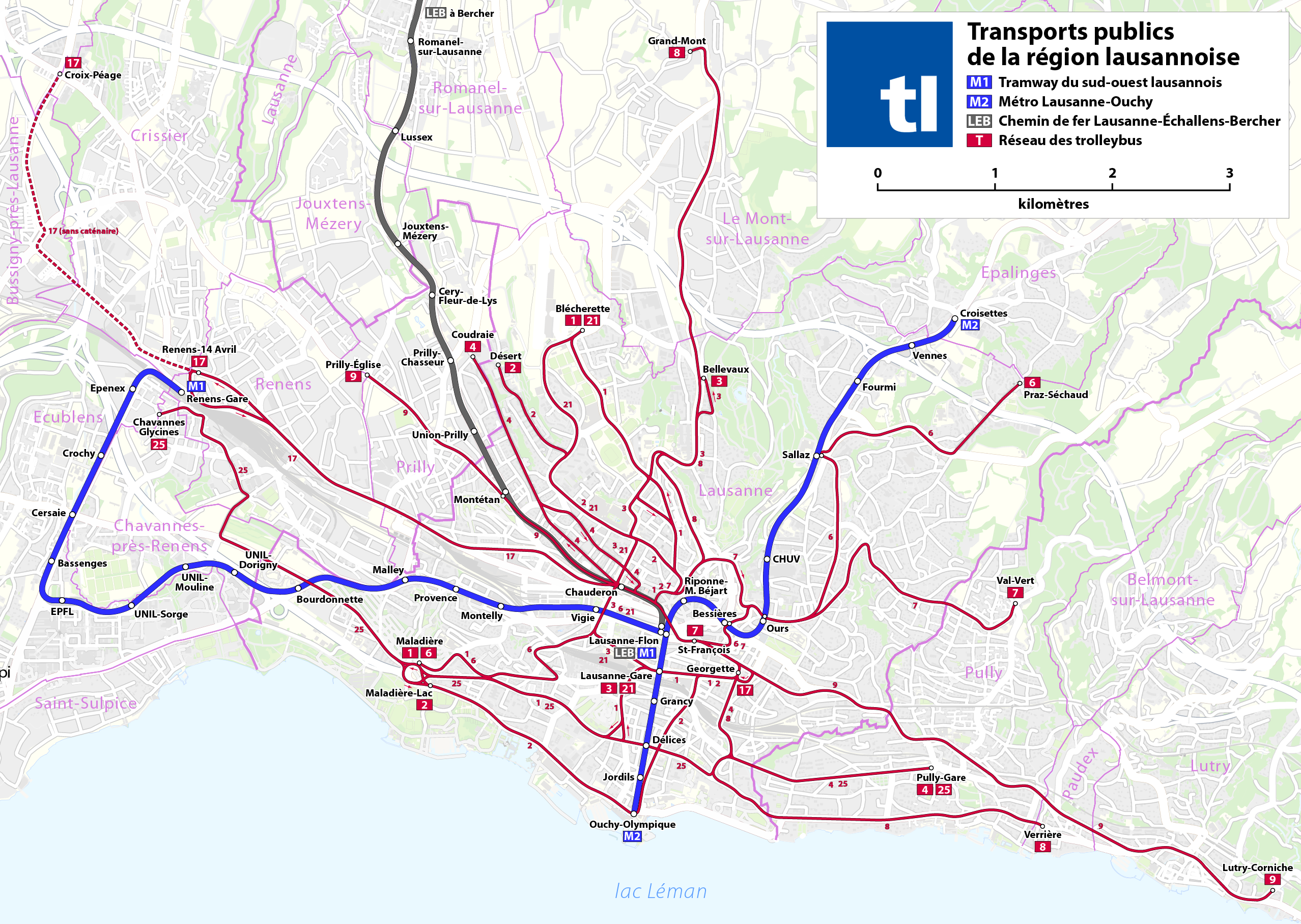

#### 네트워크 08
두 번째 지하철 노선의 시운전은 버스 네트워크에 큰 변화를 가져왔다. 일반적으로 "R08"로 약칭되는 네트워크 08(Réseau 08)은 이동 시간을 단축하고 직접적인 연결을 제공하여 새로운 지하철 노선에 따른 이동 변경을 가능하게 했다. 기존의 M1, CFF, LEB 등 많은 노선을 철도역과 연결하여 역과 도심, 북부간 이동을 용이하게 하였다. “네트워크 08”의 작업 비용은 CHF 2,100만이었다. (Sallaz 사이트 작업 제외)

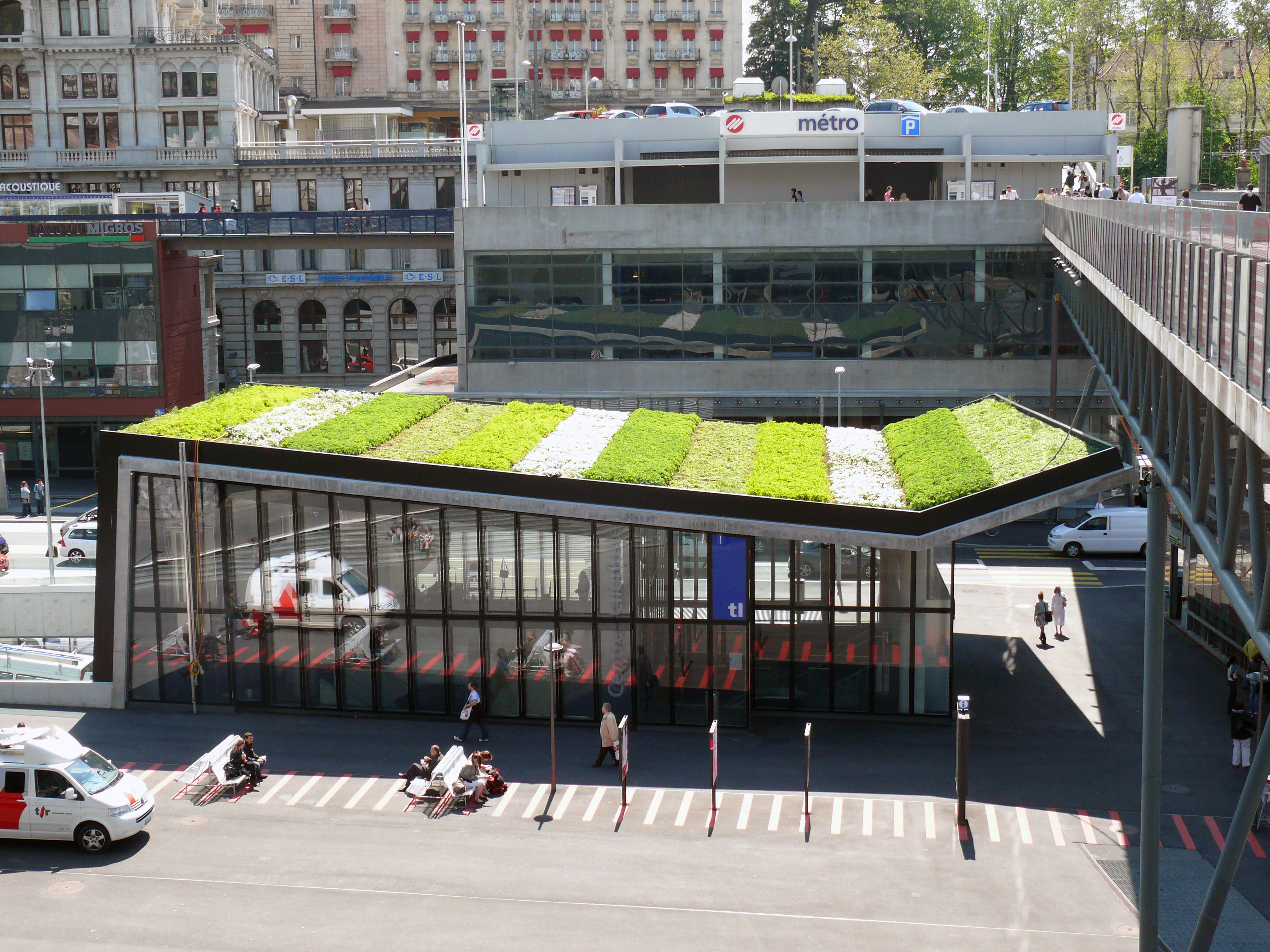
TL information and sales kiosk at Lausanne-Flon.

변경 사항 중에는 새로운 TL 정보 및 판매 키오스크가 건설된 로잔-플롱역과 같은 위치에 허브가 생성되어, 이전의 생프랑스아 광장역이 대체되었다. 건물은 200㎡ 및 600㎡ 잔디 지붕, 빗물 회수 시스템을 갖춘 녹색벽을 가지고 있다.
3개의 버스 노선은 새로운 지하철 노선으로 효과적으로 대체되어 완전히 철회되었고 6개의 새로운 노선이 생성되었다.

#### 네트워크 10
2년 후, 네트워크 10(Réseau 10)을 도입하기 위해 몇 가지 변경 사항이 있었으며, 실제로 2009년 12월 13일에 도입되었다. 그 변경으로 인해 2개의 지하철 노선과 35개의 버스 노선이 구성되어 있다. 10개의 도시 트롤리버스 서비스, 20개의 도시 버스 노선 및 5개의 지역 버스 노선. 길이가 251.9km인 전체 네트워크는 274,380명의 주민에게 서비스를 제공한다. M2는 하루에 55,000명 이상의 승객이 수송하는 가장 바쁜 경로이고 M1은 대학 학기 동안 하루에 43,500명의 승객을 수송한다. 가장 바쁜 TL 버스 노선은 7번으로 매일 31,200명의 승객이 이용한다.

## 출판물
TL은 로잔 주변의 대중교통 네트워크에 대한 뉴스를 다루는 〈banc〉라는 월간 잡지를 발행한다. 사본은 지하철역과 티켓 판매점에서 배포된다.